# Bassia (Amaranthaceae)
Bassia là chi thực vật có hoa trong họ Amaranthaceae.

## Hình ảnh

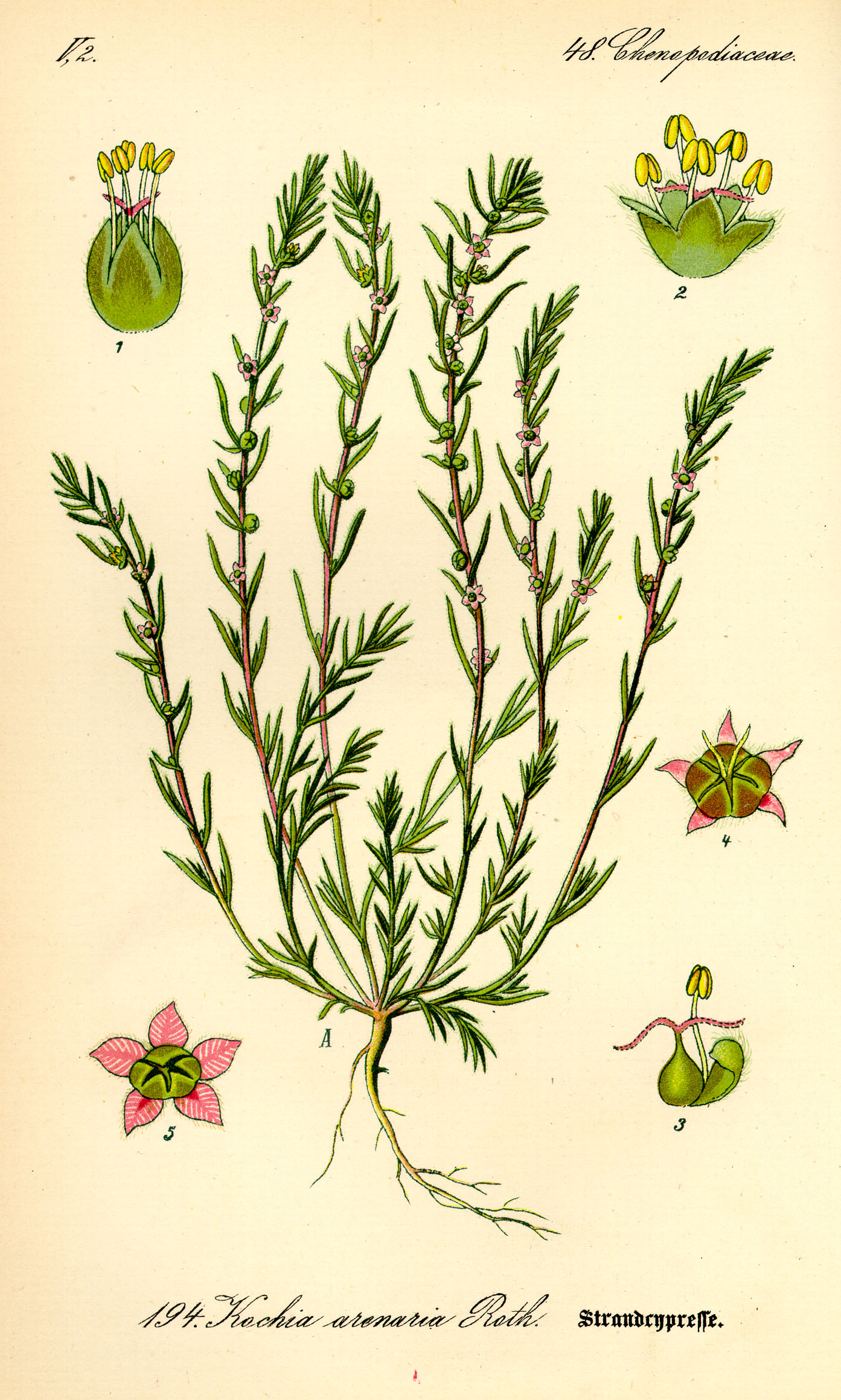
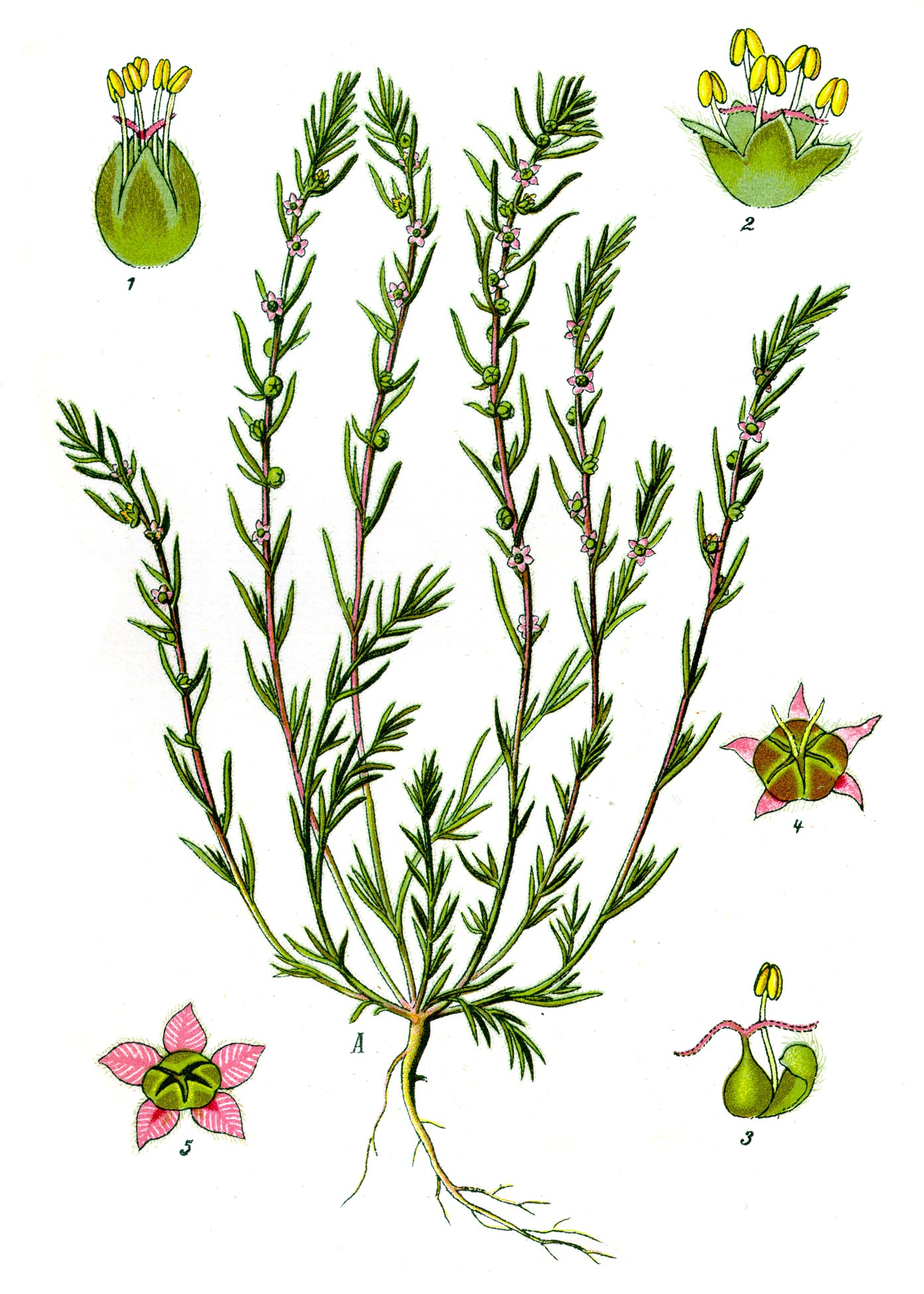
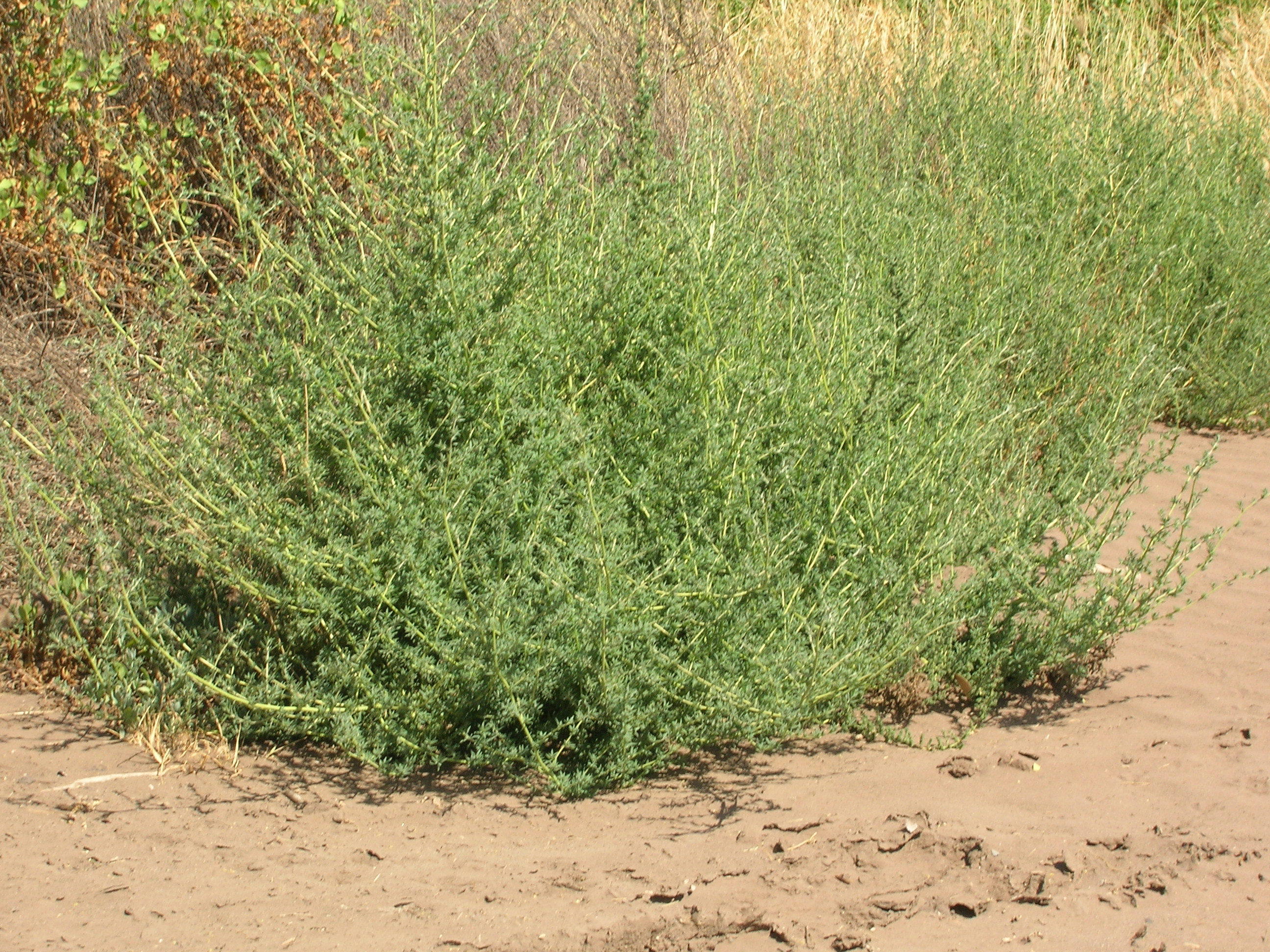
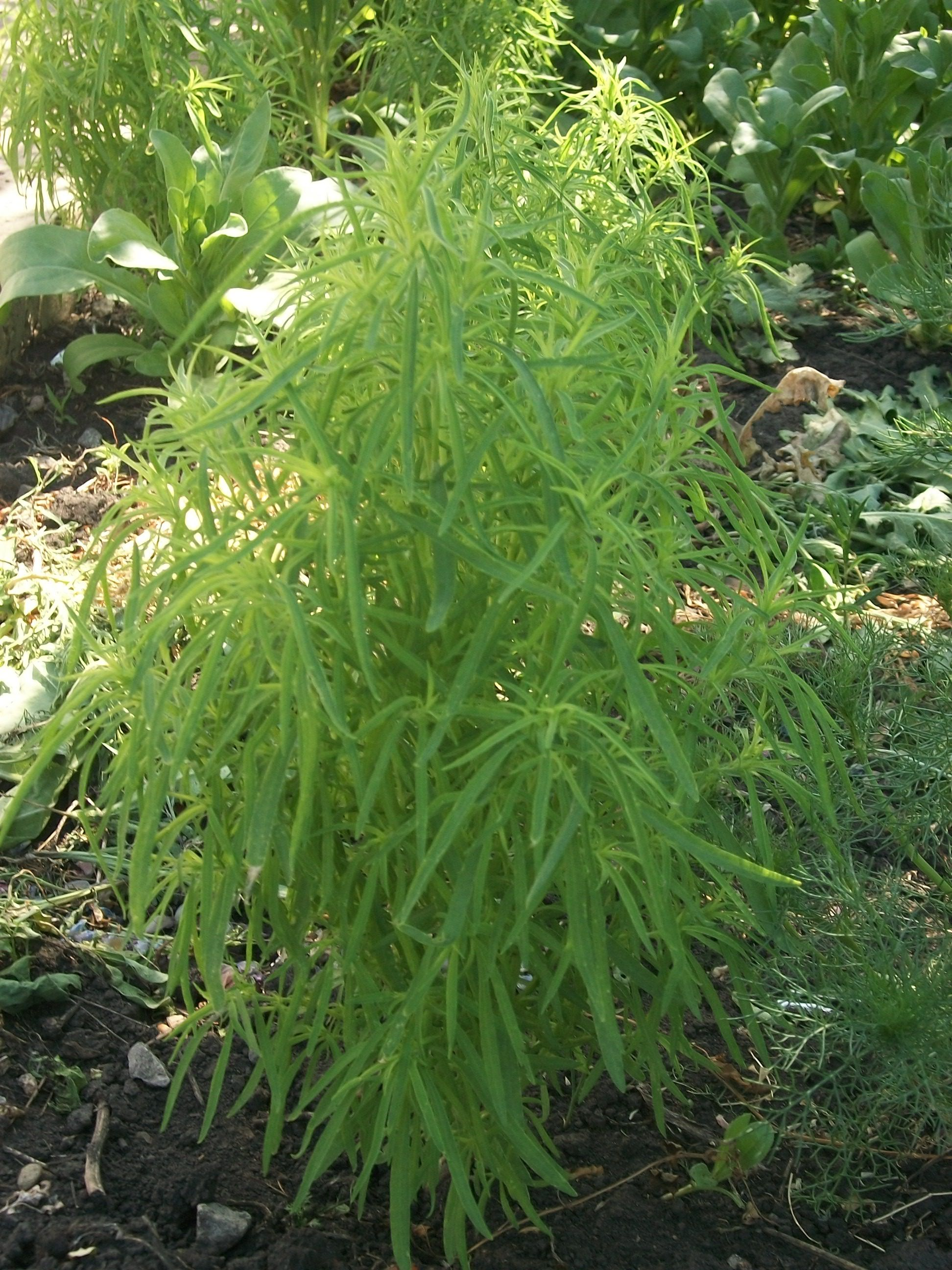